# Chotard et Cie
Pour les articles homonymes, voir Chotard.
Pour plus de détails, voir Fiche technique et Distribution.
Chotard et Cie est un film français réalisé par Jean Renoir, sorti en 1933.

## Synopsis
Julien Collinet, poète et romancier épouse Reine, la fille de François Chotard, un épicier en gros qui entend le mettre au travail. Mais l'écrivain est un bien mauvais collaborateur, ce qui provoque l'ire du beau-père. Jusqu'au jour où Julien reçoit le prix Goncourt. Chotard admire désormais ce gendre hier méprisé, veut parfaire sa culture et néglige grandement ses affaires. La maison commence à péricliter, mais Julien reprend en main le commerce.

## Fiche technique
- Réalisation : Jean Renoir
- Scénario : Jean Renoir, d'après la pièce éponyme de Roger Ferdinand
- Dialogue : Roger Ferdinand
- Assistants réalisateur : Jacques Becker et Suzanne de Troye
- Décors : Jean Castanier
- Photographie : Joseph-Louis Mundwiller
- Cadreur : René Ribault
- Assistant-opérateur : Claude Renoir
- Son : Igor Kalinowski
- Direction technique : Charles Raleigh
- Scripte : Suzanne de Troye
- Montage : Marguerite Renoir, Suzanne de Troye
- Société de production : Les Films Roger Ferdinand
- Direction de production : Léopold Schlosberg
- Tournage de novembre 1932 à décembre 1932, (23 jours) aux Studios de Joinville (Pathé)
- Société de distribution : Universal (Carl Laemmle)
- Pays :  France
- Format : Noir et blanc - 1,37:1 - 35 mm - Son, licence Tobis Klangfilm
- Genre : Comédie
- Durée : 83 minutes
- Date de sortie : 
  - France : 23 juin 1933

## Distribution
- Fernand Charpin : François Chotard, épicier en gros
- Georges Pomiès : Julien Collinet, écrivain, gendre de Chotard
- Jeanne Lory : Marie Chotard, épouse de Chotard
- Jeanne Boitel : Reine Chotard, épouse de Collinet
- Max Dalban : Émile, un employé de l'épicerie
- Louis Seigner : Edmond Ducasse, le lieutenant de gendarmerie
- Robert Seller : le commandant de gendarmerie
- Dignimont : Parpaillon
- Fabien Loris : un invité au bal costumé
- Jacques Becker : un invité au bal costumé
- Georges Darnoux : un employé
- Freddy Johnson : le musicien de jazz
- Malou Tré-Ki[1] : Augustine, la bonne des Chotard[2]
- Louis Tunc[3] : le sous-préfet

## Appréciation critique
« « Seul Renoir pouvait conférer à cette pièce boulevardière un charme étrange. Il y est parvenu », écrit Armand J. Cauliez. Certes, l'apologue n'a pas la force explosive de Boudu, et le cinéaste est ici bridé par la fidélité au texte. Pourtant Pomiès campe un personnage insolite, très Renoir. Et surtout, du point de vue technique, il faut noter l'emploi judicieux de la profondeur de champ et des perspectives décoratives, esquissées dans le film précédent et développées ici avec brio. Quant à la séquence du bal travesti, elle annonce les « fêtes galantes » des futurs grands films de Renoir. »

— Claude Beylie, Spécial Renoir, L'Avant-Scène cinéma, no 251/252, juillet 1980